# مقاطعة تشامبرز (تكساس)

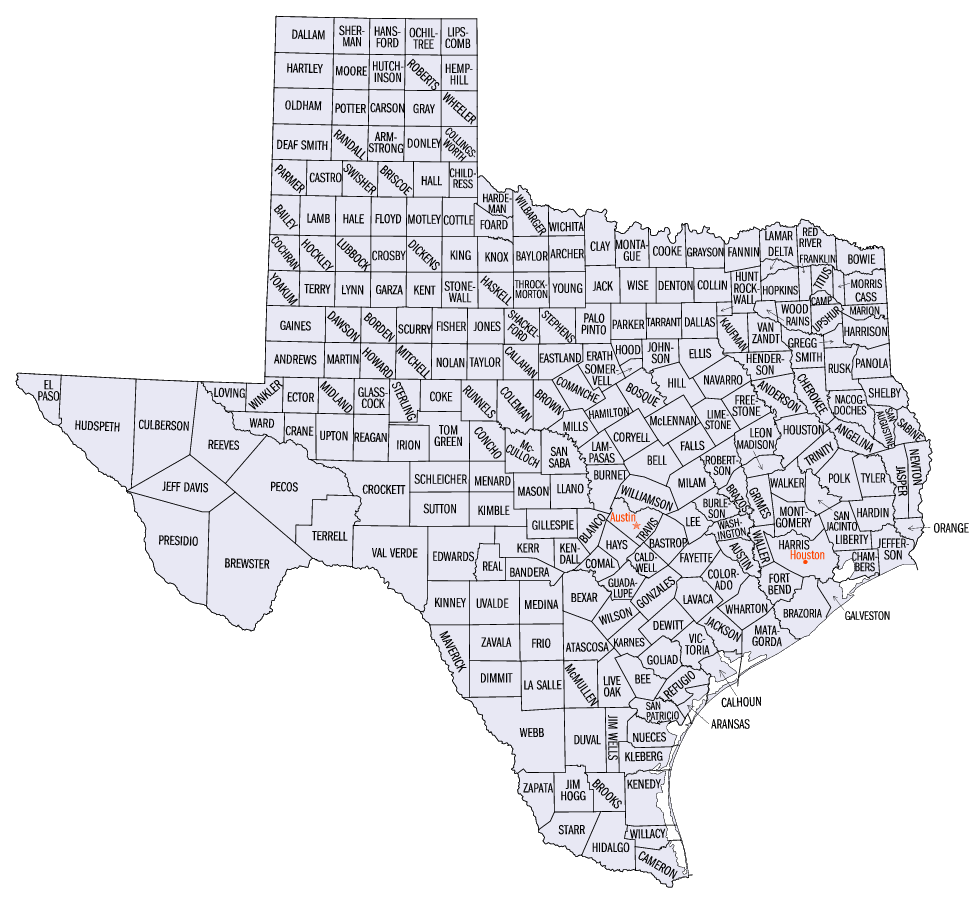
خارطة مقاطعات تكساس

موقع المقاطعة في ولاية تكساس

مقاطعة تشامبرز (بالإنجليزية: Chambers  County)‏ هي إحدى المقاطعات في ولاية تكساس، الولايات المتحدة الأمريكية، يبلغ عدد سكانها 35,096 نسمة طبقا لإحصاء عام 2010 .